# 7e division d'infanterie (Vietnam du Sud)
Pour les articles homonymes, voir 7e division d'infanterie.
La 7e division d'infanterie (en vietnamien: Sư đoàn 7 Bộ Binh - en anglais: 7th Division (South Vietnam)) de l'Armée de terre de la république du Viêt Nam  - l'armée de terre de l'État-nation du Sud-Viêt Nam qui a existé de 1955 à 1975 - faisait partie du 4e corps d'armée qui supervisait la région du delta du Mékong du pays.

## Histoire
La division a été créée à l'origine sous le nom de 4e division de campagne (ancien groupe mobile no 31 de 1953 à 1954) et a été rebaptisée 7e division d'infanterie en 1959:298.
Le 8 juillet 1959, une attaque du Viêt-cong (VC) contre un camp de la division à Bien Hoa tue deux conseillers américains, le major Dale R. Buis et le sergent-chef Chester M. Ovnand, parmi les premiers Américains tués pendant la guerre du Viêt Nam:329. 
La division était basée à Mỹ Tho et, en raison de sa proximité avec la capitale Saigon, elle a joué un rôle clé dans la réussite ou l'échec des diverses tentatives de coup d'État dans l'histoire du pays. En conséquence, la loyauté du commandant de la division était cruciale pour le maintien du pouvoir. Lors de la tentative de coup d'État de 1960, le colonel loyaliste Huỳnh Văn Cao a utilisé la division pour prendre d'assaut Saigon et sauver le président Ngô Đình Diệm.
En 1962, Diem décide de diviser le commandement de la zone sud autour de Saigon en deux, l'ancienne zone du 3e corps d'armée étant réduite pour couvrir la zone au nord-est de Saigon, et le 4e corps d'armée nouvellement créé prenant en charge l'ouest et le sud-ouest:80. Cao est promu général et prend le commandement de la nouvelle zone tactique du 4e corps d'armée, qui comprend la zone d'opérations de sa 7e division d'infanterie. Le commandement de la 7e division est confié au chef d'état-major de Cao, le colonel Bùi Đình Đạm.
La division remporte les plus grands succès des campagnes militaires de 1962, avec la Garde civile et le Corps d'autodéfense, tuant plus de 2 000 combattants VC et en laissant des milliers d'autres coupés de tout ravitaillement:170:92. Cependant, les officiers sud-vietnamiens étaient souvent réticents à absorber de lourdes pertes. À plusieurs reprises, les forces de Cao étaient en excellente position pour piéger et éliminer des bataillons entiers de VC, mais il ne refermait pas le piège sous un prétexte ou un autre et permettait à l'ennemi de s'échapper. Ce comportement a d'abord mystifié le conseiller américain de la division, le lieutenant-colonel John Paul Vann, qui dirigeait une grande partie des activités de l'unité et qui tentait de faire de Cao un commandant agressif:174. À l'insu de Vann, Diem réprimandait ou rétrogradait tout officier qui perdait trop d'hommes, quel que soit le succès de l'opération. Diem était plus intéressé par l'utilisation de l'armée pour protéger son régime que pour s'attaquer aux VC. Sa solution consiste à remplir l'ARVN de copains et d'amis politiques catholiques comme Cao, Lê Quang Tung et Tôn Thất Đính, qui ont peu de compétences militaires, mais qui sont très susceptibles d'aider à stopper une tentative de coup d'État. Après une escarmouche sur une autoroute qui a fait un petit nombre de victimes sud-vietnamiennes et détruit plusieurs camions, Cao a été appelé à Saigon et réprimandé par Diem. À son retour, Vann et son groupe de conseillers sont contraints de mettre fin aux séances de planification conjointe qui avaient été si fructueuses auparavant, et l'action s'arrête essentiellement dans leur région:176. Cao utilise l'excellent réseau de renseignement militaire qu'ils ont développé pour trouver des zones dépourvues de VC, et planifie des opérations uniquement dans ces zones. Dans de nombreux autres cas, les opérations étaient exécutées sur papier uniquement, afin de signaler un rythme croissant d'opérations qui n'existaient pas en réalité:48.
Le 2 janvier 1963, le 11e régiment de la division participe à la bataille d'Ap Bac, une opération désastreuse visant à piéger une petite force de VC.
Lors du coup d'État réussi de novembre 1963, les comploteurs parviennent à faire transférer temporairement la division au 3e corps d'armée, Diem ignorant que le commandant du 3e corps d'armée, Tôn Thất Đính, est aux côtés des rebelles. Đính place alors un subordonné rebelle à la tête de la 7e division, empêchant le reste du 4e corps d'armée de Cao de sauver Diem.
À la fin de l'année 1965, les conseillers américains de la division considèrent le colonel Nguyễn Viết Thanh, commandant de la division, comme un commandant agressif qui exige de ses subordonnés des rapports "clairs, corrects et francs" et qui a un "sens tactique solide de la guerre":116.
En 1967, les conseillers du Soutien aux opérations civiles et au développement révolutionnaire (Civil Operations and Revolutionary Development Support - CORDS) ont constaté que les bataillons de la division chargés des missions de sécurité de zone étaient plus préoccupés par leurs propres défenses statiques que par la protection des villages et hameaux voisins ou par la poursuite des VC locaux:252. Évaluant le général Thanh, ils ont constaté que "sa prudence personnelle et sa réticence à pousser les bataillons [ceux chargés des missions de sécurité] dans des activités plus offensives... étaient difficiles à comprendre", affirmant qu'il décourageait l'initiative et l'agressivité de ses subordonnés. Le chef du CORDS, Robert Komer, est d'accord et, en 1968, décrit Thanh comme peu agressif, peu imaginatif et "plutôt xénophobe". Tous les assistants de Komer notent une aggravation des problèmes de commandement et de contrôle aux niveaux tactiques inférieurs et une confusion générale quant aux rôles et aux missions de la division. Les conseillers tactiques affirment que les unités de l'armée n'apportent guère plus que leur "présence" à la sécurité locale, qu'elles sont inactives la plupart du temps et que, lorsqu'elles sont mobilisées, elles se contentent de "chasser les Viêt-congs et de montrer le drapeau". Malgré toute la formation au développement révolutionnaire, les troupes régulières ont également repris leurs anciennes activités de "voleurs de poules", cherchant de la nourriture et vivant aux crochets de la paysannerie locale":333. 
Du 12 septembre au 7 octobre 1967, la division participe à l'opération Coronado V avec la Force mobile fluviale (Mobile Riverine Force - MRF) américaine contre le 263e bataillon VC dans les provinces de Định Tường et Kiến Hòa. La 7e division perd 6 tués, tandis que la VC en perd 163:128–35.
Du 15 au 19 novembre 1967, la division participe à l'opération Kien Giang 9-1 avec la 9e division de l'ARVN, le 5e bataillon de Marines et la MRF contre la base 470 du 263e bataillon VC dans l'ouest de la province de Định Tường. L'opération a rendu le 263e bataillon inefficace au combat:130–5 
Du 7 mars au 7 août 1968, la division participe à l'opération Truong Cong Dinh avec la MRF pour rétablir le contrôle sud-vietnamien sur le nord du delta du Mékong à la suite de l'offensive du Têt. L'opération a permis de tuer 343 VC:468–73:160–2.
Après le retrait de la 9e division d'infanterie américaine du Sud-Vietnam en juillet 1969, le Commandement de l'assistance militaire au Vietnam (Military Assistance Command, Vietnam - MACV) a signalé que les performances de la division n'avaient cessé de se dégrader:364–6. À l'époque, cinq de ses douze bataillons d'infanterie étaient sous le contrôle direct de divers chefs de province, et la plupart des autres étaient dispersés pour accomplir des missions de sécurité statiques. Comme ces troupes occupaient à la hâte les installations américaines évacuées au camp de base de Đồng Tâm (Đồng Tâm Base Camp) et ailleurs, elles n'ont guère eu l'occasion de se familiariser avec l'ennemi local et le terrain. En raison des retards dans la formation de nouvelles unités territoriales, le commandant du corps d'armée a également continué à tenir la division pour responsable de ses missions de sécurité de zone existantes. Ainsi, malgré un soutien aérien supplémentaire et l'activation rapide de 34 nouvelles compagnies de Forces régionales (Regional Force - RF), la division a été extrêmement dispersée et sa capacité offensive a chuté en conséquence:406. Le président Nguyễn Văn Thiệu et le commandant du 3e corps d'armée, le général Thanh, ont tenté de rectifier la situation en janvier 1970 en envoyant le colonel Nguyễn Khoa Nam, un commandant de brigade aéroportée, à la tête de la division. Nam avait acquis une bonne réputation militaire au sein de la force aéroportée et fut crédité de progrès remarquables au sein de la division:364–6. Heureusement pour les Sud-Vietnamiens, l'activité de l'Armée populaire vietnamienne (People's Army of Vietnam -PAVN) et des Viet Congs (VC) est restée faible dans le delta à la fin de 1969 et en 1970, comme dans tout le Sud-Vietnam, et l'inefficacité de la division n'a pas eu de répercussions immédiates. Les conseillers du corps d'armée américain pensaient que ses lacunes pourraient être facilement corrigées ou, du moins pour le moment, compensées par la mobilité croissante de la 9e division voisine, que le général Thanh avait retirée de ses missions de sécurité de zone et qu'il avait commencé à utiliser comme force de réaction du corps d'armée:407. 
En 1971, la division et les forces territoriales se concentrent sur la destruction de la base 470 des PAVN et des VC à la limite des provinces de Định Tường et de Kien Phong:141. 
Pendant l'offensive de Pâques au sud du Cambodge et dans le delta du Mékong, la division mène des opérations contre les unités de la PAVN dans la région de Elephant's Foot (10° 52′ N, 105° 54′ E) au Cambodge avant de retourner au Sud-Vietnam pour contrer les tentatives de la PAVN/VC de couper la route QL, qui relie la rizière du delta à Saigon:146–53. 
Fin 1972, la division, dont le quartier général se trouvait à Đồng Tâm, près de My Tho, était responsable des provinces de Kien Phong, Kien Tuong, Định Tường et Go Cong. L'un des principaux problèmes de la division était la sécurité dans la province de Định Tường, densément peuplée, qui était la clé du contrôle de la route nationale 4 (aujourd'hui route nationale 1A), l'importante ligne de communication menant à Saigon, et où se trouvait la grande ville de My Tho. Elle était également au centre de deux grands couloirs d'infiltration ennemis en provenance du Cambodge. Le premier, le corridor 1A, suivait généralement la frontière entre les provinces de Kien Phong et de Kien Tuong pour atteindre la base clé de la PAVN/VC, le Tri Phap, à la jonction des provinces de Kien Phong, de Kien Tuong et de Dinh Tuong. L'autre corridor, le corridor 1B, sort de la province cambodgienne de Svay Rieng et pénètre dans la province de Định Tường et dans le Tri Phap par la plaine des roseaux de la province de Kien Tuong. Deux divisions ennemies s'opposent à la division. La 5e division PAVN, composée de trois régiments : le 275e, le 174e et le E6, avait participé à l'offensive de Pâques lors des batailles de Binh Long d'avril à juin 1972, puis s'était déplacée dans le delta du Mékong et avait fait campagne dans les provinces de Kien Tuong, Kien Phong et Định Tường. La 6e division PAVN se trouve dans le centre de Dinh Tuong, son 24e régiment est probablement situé à l'est de My Tho près de la frontière de la province de Go Cong ; le 207e régiment se trouve dans le nord de la province de Kien Phong ; et le 320e régiment, qui opère probablement en tant que partie de la 6e division, se trouve dans le sud de Kien Phong. La division, à laquelle est rattaché un régiment de la 9e division, doit faire face à deux régiments indépendants : le 88e et le DTI, contrôlés par la 2e région militaire du Viêt-cong. Bien que la division ait sécurisé la ligne de communication vitale vers Saigon et que les actions de l'ennemi se limitent à des attaques par le feu contre des avant-postes et des zones peuplées, elle se voit confier une mission imposante:15. 
À la fin de 1973, la division, sous le commandement du général de division Nguyễn Khoa Nam, était devenue particulièrement habile dans le déploiement rapide, réalisant des prises importantes le long des couloirs d'infiltration. Cependant, à la fin de l'année, le rationnement sévère du carburant, imposé pour compenser l'augmentation des coûts, a considérablement limité la mobilité de la Division. Le retrait permanent des RF et PF des positions exposées compense quelque peu cet inconvénient, dans la mesure où le général Nam doit moins souvent envoyer des troupes dans des tentatives souvent futiles mais coûteuses pour sauver des avant-postes assiégés ; il peut choisir des zones de déploiement plus susceptibles de déboucher sur des combats avec des unités majeures ou de grands groupes d'infiltrés. Grâce à l'effet de surprise, à sa mobilité et à sa puissance de feu supérieures, ainsi qu'à une coordination efficace avec la Force aérienne vietnamienne (Republic of Vietnam Air Force - RVNAF), la division était généralement la grande gagnante de ce type d'affrontement. À la fin de l'année, la 'division a repris la responsabilité des provinces de Vĩnh Long et Vĩnh Bình à la 9e division et a rendu le 14e régiment à la 9e division:68–9. 
Du 12 février au 14 mai 1974, le 12e régiment et deux bataillons du 10e régiment ainsi que des unités de la 9e division participent à la bataille de Tri Phap en attaquant une base de la PAVN dans la province de Định Tường avant que les forces de la PAVN n'y arrivent:90–6. 
En avril 1974, pendant la bataille de Svay Rieng, la division installa un poste de commandement avancé à Mộc Hóa et contrôla les opérations de deux forces opérationnelles alors engagées dans la région de Elephant's Foot au Cambodge. L'une était composée de la 15e infanterie de la 9e division et d'une partie du 16e escadron de cavalerie blindée ; l'autre comprenait la 10e infanterie et des éléments du 6e escadron de cavalerie blindée ; en 12 jours de combat dans la zone frontalière, ces deux forces opérationnelles mobiles ont tué 850 soldats de la PAVN, en ont capturé 31, ont récupéré plus de 100 armes, et ont subi moins de 300 pertes, dont 39 tués:94–5. 
Le 9 avril 1975, la 5e division PAVN descend de la province de Svay Rieng vers la province de Long An et attaque près de Tân An avec son 275e régiment. Les territoriaux de Long An se sont bien battus et ont été renforcés par le 12e régiment du 4e corps d'armée. Contre des pertes légères, le 2e bataillon du 12e régiment tue plus de 100 soldats du 275e régiment, obligeant son commandant à demander des renforts. Le lendemain, les PAVN attaquent l'aérodrome de Can Dot (Can Dot airfield - 10° 32′ 35″ N, 106° 23′ 31″ E) à Tân An et, après avoir fermé la route 4, sont repoussés avec de lourdes pertes par les territoriaux de Long An. Au cours des deux jours de combats intenses qui suivirent, les trois bataillons de Long An, les 301e, 322e et 330e, comptèrent plus de 120 PAVN tués et 2 capturés. Pendant ce temps, le 12e régiment, combattant deux régiments de la 5e division PAVN, a tué plus de 350 personnes et en a capturé:173.
Au cours des dernières semaines d'avril, des unités VC tentent d'interdire des sections de la route 4, mais les forces de la division repoussent ces attaques. Aucune attaque n'est lancée contre les villes de district ou les capitales provinciales de Dinh Tuong et des autres provinces du Mékong. Le 30 avril 1975, alors que le président sud-vietnamien Duong Van Minh se rend aux Nord-Vietnamiens, les unités de la division commencent à se désintégrer, mais à Cai Lay et My Tho, certaines unités continuent à résister jusqu'au matin du 1er mai. Le général de division Nam et son commandant adjoint, Lê Văn Hưng, se suicident séparément le 30 avril et le 1er mai, tandis que le général de brigade Tran Van Hai se suicide à la base de Dong Tam (Dong Tam Base) le 30 avril.

## Organisation
Unités constitutives :
- 10e régiment d'infanterie
- 11e régiment d'infanterie
- 12e régiment d'infanterie
- 70e, 71e, 72e et 73e bataillon d'artillerie
- 6er escadron de cavalerie blindée
- 75e équipe consultative américaine

## Commandants
| N° | Nom complet        | Grade                                                              | Durée du mandat   | Commentaires |
| -- | ------------------ | ------------------------------------------------------------------ | ----------------- | --- |
| 1  | Nguyễn Hữu Có      | Lieutenant-colonel                                                 | 1/1955-6/1955     | Premier commandant. Démobilisé en 1967 avec le grade de lieutenant général. Le 28 avril 1975, il a été réenrôlé, nommé par le président Duong Van Minh pour occuper le poste de ministre adjoint de la Défense nationale (repas national pour adorer les fantômes communistes). |
| 2  | Tôn Thất Xứng      | Lieutenant-colonel                                                 | 6/1955-4/1957     | Démobilisé en 1967 avec le grade de général de division |
| 3  | Ngô Dzu            | Lieutenant-colonel                                                 | 4/1957-3/1958     | Démobilisé en 1974 avec le grade de lieutenant général |
| 4  | Trần Thiện Khiêm   | Colonel                                                            | 3/1958-3/1959     | Plus tard, le général a occupé le poste de Premier ministre |
| 5  | Huỳnh Văn Cao      | Colonel Général de division (12/1962)                              | 3/1959-12/1962    | Démobilisé en 1965 avec le grade de général de division |
| 6  | Bùi Đình Đạm       | Colonel                                                            | 12/1962-11/1963   | Plus tard, général de division, directeur général de la Direction générale des ressources humaines; |
| 7  | Nguyễn Hữu Có      | Colonel Général de division (2/11/1963)                            | 1/11-5/11/1963    | Deuxième réaffectation du commandant (6 jours) |
| 8  | Phạm Văn Đổng      | Colonel                                                            | 11/1963-12/1963   | Démobilisé en 1967 avec le grade de général de division |
| 9  | Lâm Văn Phát       | Général de division                                                | 12/1963-2/1964    | Démobilisé en 1965 au grade de général de division. Le 29 avril 1975, il est promu lieutenant-général par le président Duong Van Minh et nommé commandant du Capital Commando.                                                                                                  |
| 10 | Bùi Hữu Nhơn       | Colonel                                                            | 2/1964-3/1964     | Démobilisé en 1968 avec le grade de général de division |
| 11 | Huỳnh Văn Tồn      | Colonel                                                            | 3/1964-9/1964     | Démobilisation au même niveau |
| 12 | Nguyễn Bảo Trị     | Colonel Général de brigade (10/1964) Général de division (10/1965) | 9/1964-10/1965    | Plus tard, lieutenant-général du Département général de la formation militaire; |
| 13 | Nguyễn Viết Thanh  | Colonel Général de brigade (6/1966) Général de division (6/1968)   | 10/1965-7/1968    | En 1970, un hélicoptère s’est écrasé au grade de major-général. Promu lieutenant-général à titre posthume |
| 14 | Nguyễn Thành Hoàng | Brigadier-général                                                  | 7/1968-1/1970     | Démobilisé au même niveau en 1974 |
| 15 | Nguyễn Khoa Nam    | Colonel Général de brigade (6/1970) Général de division (11/1972)  | 1/1970-11/1974    | Suicide le matin du 1er mai 1975 |
| 16 | Trần Văn Hai       | Brigadier-général                                                  | 11/1974-30/4/1975 | Suicide à minuit le matin du 1er mai 1975 |

## Source
- (en) Cet article est partiellement ou en totalité issu de l’article de Wikipédia en anglais intitulé « 7th Division (South Vietnam) » (voir la liste des auteurs).